# Anthophora extricata
Anthophora extricata är en biart som beskrevs av Hermann Priesner 1957. Den ingår i släktet pälsbin och familjen långtungebin. Inga underarter finns listade i Catalogue of Life.

## Beskrivning
Arten har svart grundfärg, hanen dock med en gul mask på stora delar av ansiktet, som dessutom har lång, vitaktig behåring. Mellankroppen har lång, gulgrå päls. Pälsen på första och andra tergiten (bakkroppens segment på ovansidan) är blek, den på tergit 2 med ett svart tvärband nära bakkanten och de följande tergiterna mörka, med stor inblandning svarta hår. Tergiterna har dessutom smala, vita hårband längs bakkanterna. Hos honan kan dessa band ibland ha en dragning åt gult. Kroppslängden varierar mellan 9,5 och 11,5 mm för hanen, 9 och 10 mm för honan.

## Ekologi
Som alla i släktet är arten ett solitärt bi och en skicklig flygare som föredrar torrare klimat. Arten är en ökenart, som flyger mellan februari och april i Egypten. I Israel, där den kan uppträda redan i januari, har den påträffats på blåsenapen Moricandia nitens och mursenapen Diplotaxis acris.

## Utbredning
Anthophora extricata förekommer i Egypten och Israel.